# Hamilton Bohannon
Hamilton Frederick Bohannon, född 7 mars 1942 i Newnan, Georgia, död 24 april 2020, var en amerikansk slagverkare, bandledare och musikproducent. Han var en av de ledande krafterna i 1970-talets discovåg.[källa behövs]